# Раскильдинская средняя школа
Раскильдинская средняя школа (официальное название МОУ «Раскильдинская СОШ») — общеобразовательная школа, расположенная в селе Раскильдино Аликовского района Чувашии.
Рассчитана на 19 педагогических ставок и более 150 учащихся. В школе обучаются дети из близлежащих селений: села Раскильдино, деревень Малые Токташи, Большие Токташи, Тури-Выла и Шундряши.

## История
Ведёт историю в 1869 года, первоначально бла открыта как смешанное начальное училище. В 1905 году была преобразована в женское училище. В 1920—1922 годах работала в статусе высшей начальной школы, в 1922—1929 годах как школа І ступени. С 1929 по 1952 годы — семилетняя школа. В 1952 году получила статус средней школы.

## Знаменитые выпускники
- Артемьев, Александр Спиридонович — народный писатель Чувашии.
- Алицева Роза Пантелеймоновна — кандидат медицинских наук.
- Быкова Рена Марковна — заместитель министерства финансов и казначейства Чувашской Республики.
- Васянка Никифор Тарасович — чувашский поэт, член Союза писателей СССР со времени его основания (1934).
- Волков Николай Сергеевич — заслуженный артист РФ.
- Волков Михаил Фомич — доктор географических наук.
- Емельянов Прохор Кононович — чувашский прозаик и драматург.
- Ермолаев Поликарп Порфирьевич -генерал-майор.
- Ермаков Валериан Моисеевич — доктор филологических наук.
- Иванов Арнольд Иванович — кандидат химических наук.
- Канюкова Александра Семенова — кандидат филологических наук.
- Козлов Александр Анатольевич — кандидат военных наук, доцент, капитан I ранга.
- Кузьмин Валентин Иванович — доктор медицинских наук.
- Кузьмин Николай Кузьмич — кандидат исторических наук.
- Малов Аркадий Васильевич — чувашский поэт, литературный переводчик.
- Михайлов, Лазарь Андреевич — разработчик советского атомного оружия, лауреат Сталинской премии.
- Николаев Вениамин Николаевич — кандидат исторических наук.
- Романов Владислав Сергеевич — кандидат педагогических наук.
- Тихонов Анатолий Иванович — доктор технолого-минералогических наук.
- Тихонов Вячеслав Архипович — бывший министр КГБ Чувашской Республики.
- Терентьев Петр Константинович — кандидат экономических наук.
- Тукташ, Илья Семенович — чувашский поэт, прозаик, фольклорист. Автор слов гимна Чувашской Республики.
- Федоров Павел Алексеевич — заслуженный учитель Чувашской республики.
- Харлампьев, Герасим Дмитриевич — чувашский писатель, драматург, поэт, скульптор, заслуженный деятель культуры Чувашской республики.
- Шашкаров Вениамин Николаевич — капитан I ранга.